# Tlapehuala
Tlapehuala est une ville et le siège de la municipalité de Tlapehuala, dans l'état de Guerrero, au sud-ouest du Mexique.